# Ankhesenamon
| M17 | mn · N35 · N5 | S34 | S29 · N35 | B1 |

| M17 | mn · N35 · N5 | S34 | S29 · N35 | B1 |

Ankhesenamon ("Lever for Amon", født Ankhesenpaaten "Lever for Aton" ca. 1348 f.Kr. - efter 1322 f.Kr.) var en dronning i Det gamle Egypten. Datter af Akhnaton og Nefertiti, og hustru til Tutankhamon, som var hendes halvbror.
Hun kan have været født i Waset (Theben), men voksede op hos sin fars i Akhetaten (Tell el-Amarna, لعمارنة, (el-)Amarna).
Hun blev gift med Tutankhamon og blev dronning, da han blev farao. Akhnatons religiøse reformer blev fjernet, og man gik tilbage til den fremherskende egyptiske religion, men Tutankhamon døde kort tid efter.
Det antages, at hun en kort overgang kan have været gift med adelsmanden Ay, der var efterfølger som regent.